# Związek przynależności
Związek przynależności – relacja podrzędności między dwoma wyrazami: członem podstawowym, którym jest czasownik, a wyrazem określającym, który jest nieodmienny. Żaden z wyrazów nie przyjmuje odpowiedniej formy (jak to się dzieje w związku zgody oraz związku rządu), dlatego też związek przynależności jest poniekąd trzecią drogą: łączy wyrazy nieuzgadnialne pod względem składniowym, lecz posiadające sens logiczny w połączeniu. Są to prawie zawsze określenia czasownika .
Pytania pomocne w ustalaniu związku przynależności to pytania odpowiednie dla przysłówków i okoliczników: jak?, kiedy?, gdzie?, którędy?, skąd?, dokąd?, w jakim celu? itp.

## Przykłady  związku przynależności
- czytam głośno
- bardzo wesoło
- stał blisko